# ذهیب اسلام امیری
ذهیب اسلام امیری (زادهٔ ۱۵ فوریهٔ ۱۹۹۰) که گاهی هارون امیری نیز صدا می‌شود، یک بازیکن فوتبال اهل افغانستان است که به‌عنوان هافبک در تیم ملی فوتبال افغانستان و رئال کشمیر در آی-لیگ بازی می‌کند. ذهیب اسلام امیری در ۱۵ فوریه ۱۹۹۰ در یک خانواده قومی هزاره در کابل به دنیا آمد.

## اوایل زندگی
ذهیب اسلام در ۱۵ فوریه ۱۹۹۰ در یک خانواده قومی هزاره در کابل، افغانستان متولد شد.

## حرفه باشگاهی

### اوایل کار
ذهیب اسلام کار خود را با بازی در باشگاه فوتبال شعاع در سال ۲۰۰۵ آغاز کرد. در سال ۲۰۰۷، او برای بازی در باشگاه فوتبال کابل بانک رفت.

### باشگاه فوتبال ممبی
ذهیب اسلام در سال ۲۰۱۱ به باشگاه ممبی پیوست و به‌سرعت به یکی از بازیکنان ستاره یک این باشگاه تبدیل شد. ذهیب اسلام پس از نمایش‌های چشمگیر در طول آی-لیگ ۲۰۱۲–۲۰۱۳، جایزه بهترین بازیکن این فصل را دریافت کرد. علی‌رغم گرفتن این جایزه معتبر، قرارداد وی با باشگاه بمبئی تمدید نشد و ذهیب اسلام به فکر رفتن به بحرین یا عمان برای بازی باشگاهی فوتبال افتاد، اما در نهایت تصمیم گرفت تا در هند بماند.

### باشگاه ورزشی دمپو
در ۱۱ ژانویه، ذهیب اسلام به همراه تولگای اوزبی برای عقد قراردادی یک ساله با باشگاه غول هندی دمپو قرارداد امضا کردند و پیراهن شماره ۱۸ را دریافت کردند. او اولین بازی خود را مقابل رانگدایید یونایتد انجام داد و گلزنی کرد. ذهیب اسلام در ۷ آوریل در یک مسابقه بین باشگاه دمپو و باشگاه سابق خود ممبی درگیر یک نزاع شد.
در تاریخ ۳۰ مه ذهیب اسلام و اوزبی هر دو با قراردادشان را با دمپو تمدید کردند.
در ۴ آوریل ۲۰۱۵ ذوبیب اسلام دو گل به ثمر رساند، در حالیکه فقط یک دقیقه به بازی مانده بود و ۲–۲ برابر باشگاه فوتبال گوآ مساوی‌کرد.

### دی.اس. که شیواجیانس
در ژانویه ۲۰۱۶، امیری اعلام کرد که با باشگاه فوتبال هند دی.اس. که شیواجیانس قرارداد بسته‌است. او آخرین فصل را با دی.اس. که شیواجیانس به پایان رساند اما به دلیل حذف شدن سایر باشگاه‌ها در لیگ، مشکلی در تیم خود پیدا نکرد.

### چنای سیتی
در ژانویه ۲۰۱۷، امیری با چنای سیتی در آی-لیگ هند پیوست. او پس از اختلاف نظر با مربی خود آنجا را ترک کرد.

### باشگاه فوتبال گکولم کیرالا
در ۲ نوامبر ۲۰۱۹، اعلام شد که امیری برای آی-لیگ ۲۰۱۹ به گکولم کیرالا پیوسته‌است.

## حرفه بین‌المللی
امیری اولین بازی خود را در جام طلای ۲۰۰۵ جنوب آسیا برابر مالدیو انجام داد. ذهیب اسلام در مسابقات قهرمانی ۲۰۱۱ جنوب آسیا در تیم ملی فوتبال افغانستان حضور داشت، جایی که آنها برای اولین بار به فینال رسیدند. ذهیب اسلام با پوشیدن پیراهن شماره ۳ در عملکردهای به یاد ماندنی بسیاری از جمله به ثمر رساندن ۱ گل در بزرگ‌ترین پیروزی افغانستان برابر بوتان نقش داشت.

￼

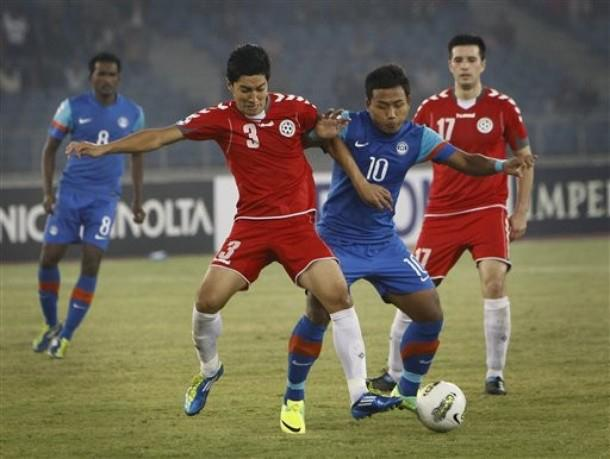
ذهیب اسلام امیری (با لباس قرمز) در مقابل جی‌جی لالپکالوا از هند در جریان مسابقات قهرمانی ۲۰۱۱ جنوب آسیا

ذهیب اسلام دو سال بعد به عنوان کاپیتان تیم ملی فوتبال افغانستان در مسابقات قهرمانی ۲۰۱۳ جنوب آسیا انتخاب شد و سنگی بود که دفاع افغانستان بر روی آن بنا شد. ذهیب اسلام در پیروزی ۳–۰ مقابل بوتان و پیروزی ۳–۱ مقابل سریلانکا گلزنی کرد. او نقش مهمی ایفا کرد زیرا افغانستان برای دومین بار متوالی به پیروزی ۲–۰ در برابر هند دست یافت.
در ماه مه سال ۲۰۱۴ ذهیب اسلام کاپیتان تیم در چلنج کاپ آسیا ۲۰۱۴ در مالدیو بود. ذهیب اسلام در ۲۲ ماه مه اولین گل بازی را با ضربه سر در پیروزی ۳–۱ افغانستان برابر ترکمنستان به ثمر رساند. این همچنین اولین پیروزی افغانستان در چلنج کاپ آسیا ۲۰۱۴ بود. پس از تساوی ۰–۰ افغانستان با لائوس که منجر به صعود آنها به مرحله گروهی گردید، در یک حادثه ترافیکی بازیکنان افغانستان از جمله ذهیب اسلام به همراه فیصل سخی زاده، احمد حتیفی، بلال آرزو و مصطفی آزادزوی دچار جراحات جزئی شده که منجر به مرخصی سه هفته ای برای مصدومیت آنها شد این پنج بازیکن در بازی نیمه نهایی مقابل فلسطین نتوانسند شرکت کنند. مربی سابق تیم محمد یوسف کارگر و مربی فعلی اریش روتملر نیز آسیب دیدگی جزئی داشتند.

### گل‌های بین‌المللی
فهرست نتایج و تعداد گلهای ذهیب اسلام امیری در مسابقات فینال افغانستان.
| شماره | تاریخ          | مکان                                  | تیم‌حریف   | نمره | نتیجه | مسابقه                       |
| ----- | -------------- | ------------------------------------- | --------- | ---- | ----- | ---------------------------- |
| ۱.    | ۷ دسامبر ۲۰۱۱  | استادیوم جواهر لعل نهرو، دهلی‌نو، هند  | بوتان     | ۲–۰  | ۸–۱   | مسابقات‌قهرمانی جنوب‌آسیا ۲۰۱۱ |
| ۲.    | ۲ سپتامبر ۲۰۱۳ | استادیوم هالچوک، کاتماندو، نپال       | بوتان     | ۱–۰  | ۳–۰   | مسابقات ۲۰۱۳ جنوب آسیا       |
| ۳.    | ۴ سپتامبر ۲۰۱۳ | استادیوم هالچوک، کاتماندو، نپال       | سری‌لانکا  | ۲–۱  | ۳–۱   | مسابقات ۲۰۱۳ جنوب آسیا       |
| ۴.    | ۱۴ می ۲۰۱۴     | استادیوم ورزشی الکویت، شهر کویت، کویت | کویت      | ۱–۳  | ۲–۲   | بازی دوستانه                 |
| ۵.    | ۲۲ می ۲۰۱۴     | استایوم فوتبال آدو، ادو، مالدیو       | ترکمنستان | ۱–۰  | ۳–۱   | چلنج کاپ آسیا ۲۰۱۴           |
| ۶.    | ۱۰ اکتبر ۲۰۱۷  | ورزشگاه پامیر، دوشنبه، تاجیکستان      | اردن      | ۲–۲  | ۳–۳   | جام حذفی ۲۰۱۹                |